# Jokin Gorostidi Artola
Pour les articles homonymes, voir Artola.
Jokin Gorostidi Artola, né le 4 novembre 1940 à Tolosa et mort à Saint-Sébastien le 25 avril 2006, est un politicien basque espagnol d'idéologie indépendantiste basque. Dirigeant de Herri Batasuna (HB) entre 1978 et 1992, parlementaire basque entre 1980 et 1994. Il a été militant de l'organisation Euskadi ta Askatasuna (ETA) pendant le franquisme et un de ceux jugés dans le procès de Burgos. Il était marié avec une autre dirigeante de HB, Itziar Aizpurua.

## Militant d'ETA et Procès de Burgos
Natif de la localité de guipuscoane (gentilé de Guipuscoa) Tolosa, il suit des études de commerce et de dessin, il était mécanicien de profession. Il a commencé son militantisme politique pendant la décennie 1960, à militer dans l'organisation syndicale illégale des Comisiones Obreras (Commissions ouvrières).
Entre 1966 et 1967 il a commencé à militer à l'ETA, qui était alors dans une première phase de son développement (ils n'avaient pas encore commis d'assassinats). Identifié par la Garde Civile en novembre 1967 tandis qu'il distribuait des tracts subversifs, il s'enfuit et passe à la clandestinité. Quand ETA a commis ses premiers assassinats politiques en 1968 (José Pardines et Melitón Manzanas (en)) la répression du régime franquiste contre l'ETA naissante s'est intensifiée. Jokin Gorostidi a été un des membres d'ETA arrêtés à cette époque. Il a été arrêté par la Garde civile à Eibar le 8 mars 1969.
Dans un but exemplaire, le gouvernement a organisé un macroprocessus judiciaire contre 16 membres d'ETA, dont Gorostidi, qui ont été accusés des meurtres de Pardines, Manzanas et du taxi Fermín Monasterio. Ce processus, connu comme procès de Burgos, a eu lieu en décembre 1970 et a été un des épisodes les plus agités de la «fin-franquisme». Gorostidi a été condamné à 2 peines capitales, mais les pressions qu'a reçues le gouvernement de Franco depuis de nombreuses instances nationales et internationales ont fait que les condamnés à mort dans ce procès, dont Gorostidi, ont été commuées en peines de prison.
Gorostidi a passé 4 années en régime d'isolement pénitentiaire. Il est resté dans la prison jusqu'à ce qu'il soit libéré grâce à l'Amnistie générale de 1977, qui a libéré les prisonniers politiques du franquisme, dont les condamnés du procès de Burgos. Après avoir été déporté un certain temps à Bruxelles, il est retourné en Espagne.
Selon son propre témoignage, Gorostidi a abandonné ETA en 1970 et à partir d'alors sa relation avec l'organisation s'est limitée à négocier entre le groupe et le gouvernement espagnol de l'UCD entre 1980 et 1982. Au début de 1980, tandis qu'il faisait le «courrier» entre le Gouvernement de l'UCD et la direction d'ETA (Txomin Iturbe et Eugenio Etxebeste) il a été blessé à Biarritz (France) dans une fusillade entre la police française et les dirigeants d'ETA.

## Participation en politique

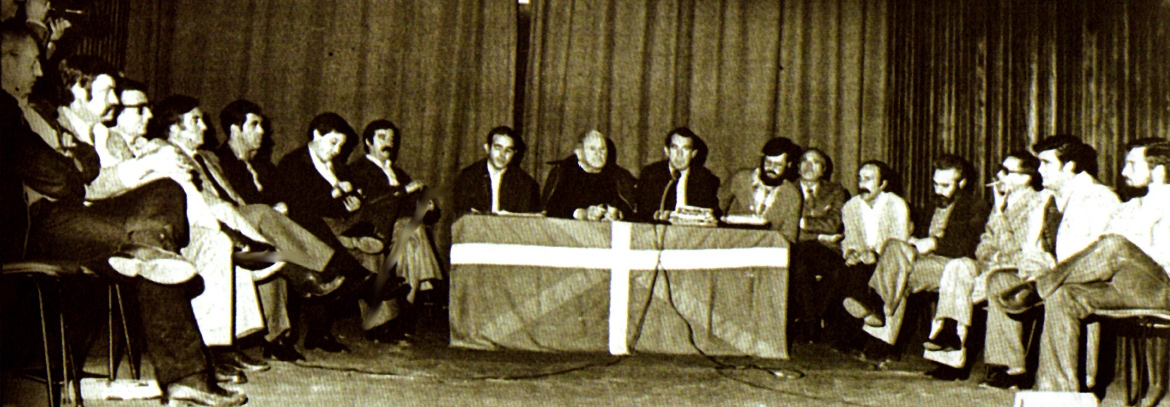
Création en 1978 du parti Herri Batasuna avec Jokin Gorostidi, Telesforo Monzón, Patxi Zabaleta, Jon Idigoras et Txomin Ziluaga.

Après être sorti de prison il s'est mis à militer dans l'organisation politique indépendantiste et socialiste HASI (en). En 1978, HASI a été un des partis politiques qui ont formé la coalition électorale Herri Batasuna (HB). Depuis la fondation de Herri Batasuna en octobre 1978 jusqu'à avril 1992, Gorostidi a fait partie de la Table Nationale (direction associée) de HB.
Dans la Table nationale, Gorostidi a été aussi pendant de nombreuses années le représentant de relations internationales et le responsable du trésor de la coalition. Il a été élu pour la première fois au Parlement basque en 1980. Il sera réélu à 3 autres occasions, en restant dans cette charge jusqu'en 1994. Il a aussi été un des élus de HB qui, en février 1981, ont reçu le Roi d'Espagne en entonnant l'Eusko Gudariak dans la Maison des assemblées de Guernica. Par ce fait il a été attaqué en justice.
En 1992 il n'a pas été renouvelé comme membre de la Table Nationale, restant uniquement membre du Biltzarra (Assemblée) de la coalition. À partir de ce moment et surtout après avoir cessé d'être parlementaire en 1994, il s'éloignera de la politique de premier plan.
Depuis les années 1980 à Deba (Guipuscoa), avec sa femme (et fiancée depuis les années 1960), Itziar Aizpurua.

## Problèmes avec la justice
Entre 1992 et 1996 il a été responsable de la commission des déportés de Herri Batasuna, étant chargé d'établir des contacts avec les membres d'ETA que se trouvaient déportés à l'étranger, principalement dans des pays latino-américains.
En avril 1993 après un retour du Cap-Vert où il avait visité des membres d'ETA déportés là, il a été gravement malade, à l'hôpital, touché par une pneumonie qu'il avait contracté par le virus de la legionella durant le voyage. Il est resté 55 jours dans le coma.
Des années plus tard, les travaux qu'il a effectués dans la commission des déportés, seront la cause de son accusation dans le Macro-sumario 18/98 qui a été mené à bien contre MLNV (en). Le juge Garzón a considéré que Gorostidi faisait partie de Xaki, l'appareil international d'ETA. Le 29 janvier 2000 on a donné l'ordre de détention contre lui pour cette cause, mais ne l'ayant pas trouvé à son domicile, il n'a pu être incarcéré. Quelques jours plus tard il s'est présenté volontairement devant le juge dans l'Audience nationale, qui l'a laissé en liberté surveillée.
En 2002 il a été inclus dans un listing de personnes auxquelles Garzón a imputé l'infraction d'appartenance à une bande armée parce qu'ils ont formé ou font partie de la direction de Batasuna en parfaite connaissance.
Plus tard, le 16 décembre 2003, Garzón ordonne de nouveau sa détention, cette fois dans le cadre d'une recherche sur le financement d'ETA. Selon le juge, Gorostidi a pris part comme intermédiaire dans l'extorsion à un chef d'entreprise, qui a payé 30 millions de pesetas, dont seulement cinq millions ont fini dans les caisses d'ETA. Gorostidi a été mis en cause pour ce fait, en restant en liberté surveillée dans l'attente de jugement.
Le 21 avril 2006, 3 jours avant qu'il soit interrogé dans le jugement du résumé 18/98 il a souffert d'un infarctus alors qu'il voyageait en train de Deba à Saint-Sébastien. Après être resté plusieurs jours dans le coma à l'Hôpital Donostia de Saint-Sébastien, il est décédé le 25 avril 2006.

### Sources et bibliographie
- (es) Cet article est partiellement ou en totalité issu de l’article de Wikipédia en espagnol intitulé « Jokin Gorostidi » (voir la liste des auteurs).
- (fr) Jean Chalvidant, ETA : L'enquête, éd. Cheminements, coll. « Part de Vérité », octobre 2003, 426 p. (ISBN 978-2-84478-229-8)
- (fr) Jacques Massey, ETA : Histoire secrète d'une guerre de cent ans, Paris, Flammarion, coll. « EnQuête », février 2010, 386 p. (ISBN 978-2-08-120845-2)